# Prasinocyma ruficulmen
Prasinocyma ruficulmen är en fjärilsart som beskrevs av Louis Beethoven Prout 1913. Prasinocyma ruficulmen ingår i släktet Prasinocyma och familjen mätare. Inga underarter finns listade i Catalogue of Life.